# Amenhotep Hui (alkirály)
Amenhotep, más néven Hui ókori egyiptomi tisztségviselő volt, Kús alkirálya a XVIII. dinasztia idején, Tutanhamon uralkodása alatt. Karrierjét még egy előző alkirály, Merimosze írnokaként kezdte; az Ehnaton alatt alkirályként szolgáló Thotmeszt követte hivatalában, őt magát pedig Paszer követte.
Anyját Wernernek hívták, apja neve nem ismert. Felesége Taemwadzsszi volt, Ámon háremének elöljárója (vagyis a templom női alkalmazottainak felettese) és Nebheperuré (Tutanhamon) háremének elöljárója. Egy fiuk ismert, Paszer, a későbbi alkirály. Élete során viselt címei: „az alkirály, Merimosze leveleinek írója”; „királyi írnok”; „meri-netjer pap”; „a király hírvivője minden földre”. Hui templomot építtetett Tutanhamonnak Faraszban. Két, a szolgálatában álló személy neve ismert: Harnofer „a király fia aranyról szóló feljegyzéseinek írnoka”, Kena pedig „a király fiának írnoka” volt. (a „király fia” itt nem az uralkodó tényleges fiára, hanem az alkirályi címre utal).
Amenhotep-Hui gazdagon díszített sírja a thébai TT40. A sírban említik az általa épített núbiai templomot. Huit a sírban Hai, Nebheperuré (Tutanhamon) főpapja, Penne, Nebheperuré erődjének parancsnoka, Hui polgármester és fivére, Merimosze, Nebheperuré második prófétája üdvözli. Említik a sírban Hekanofer núbiai hivatalnokot is.

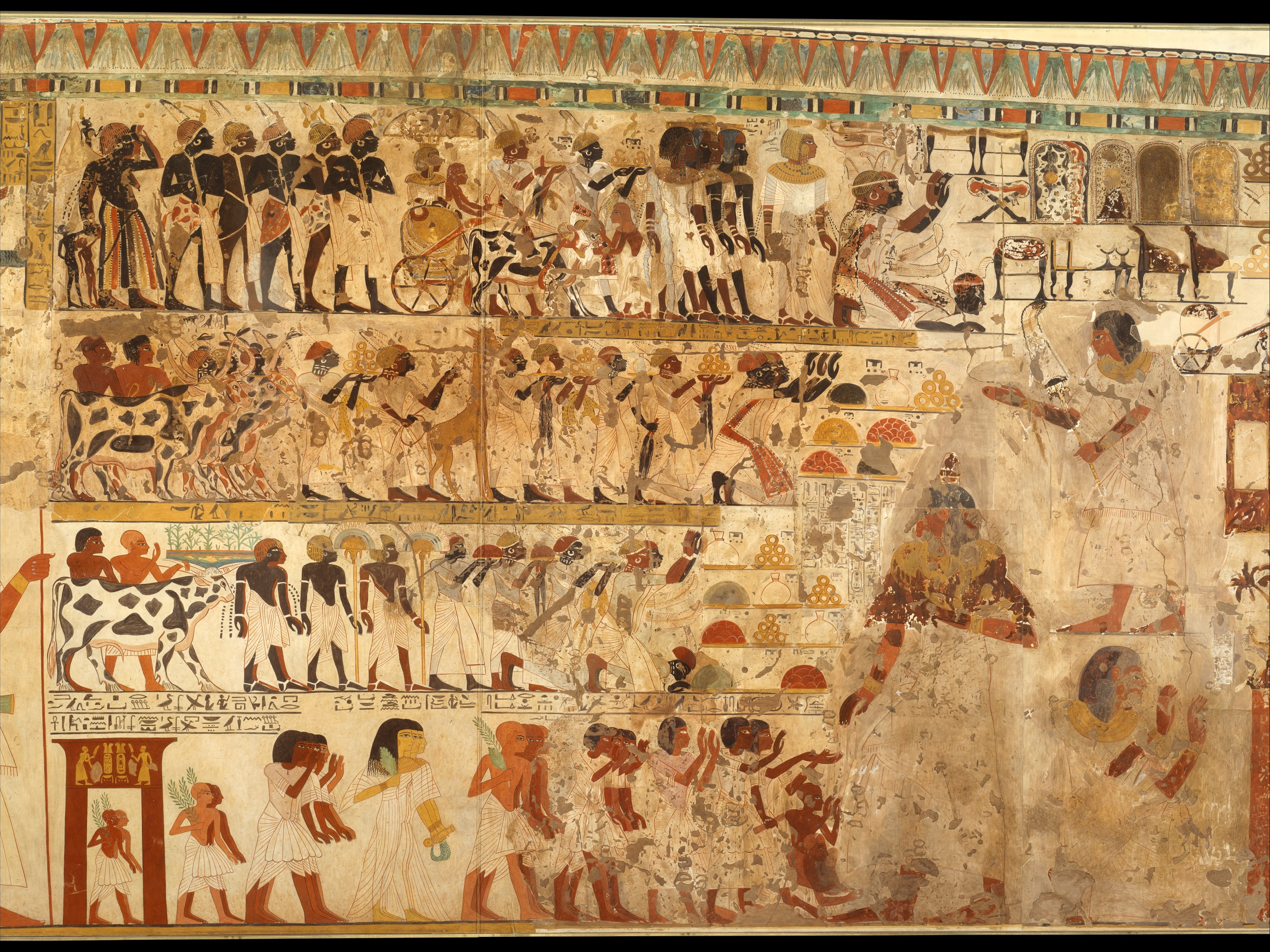
A núbiaiak adója a királynak, kép Amenhotep Hui sírjában

## Fordítás
- Ez a szócikk részben vagy egészben  az   Amenhotep called Huy című angol Wikipédia-szócikk ezen változatának fordításán alapul.  Az eredeti cikk szerkesztőit annak laptörténete sorolja fel. Ez a jelzés csupán a megfogalmazás eredetét és a szerzői jogokat jelzi, nem szolgál a cikkben szereplő információk forrásmegjelöléseként.

## Külső hivatkozások
- Amenhotep-Hui sírja